# Presqu'île du Gauss

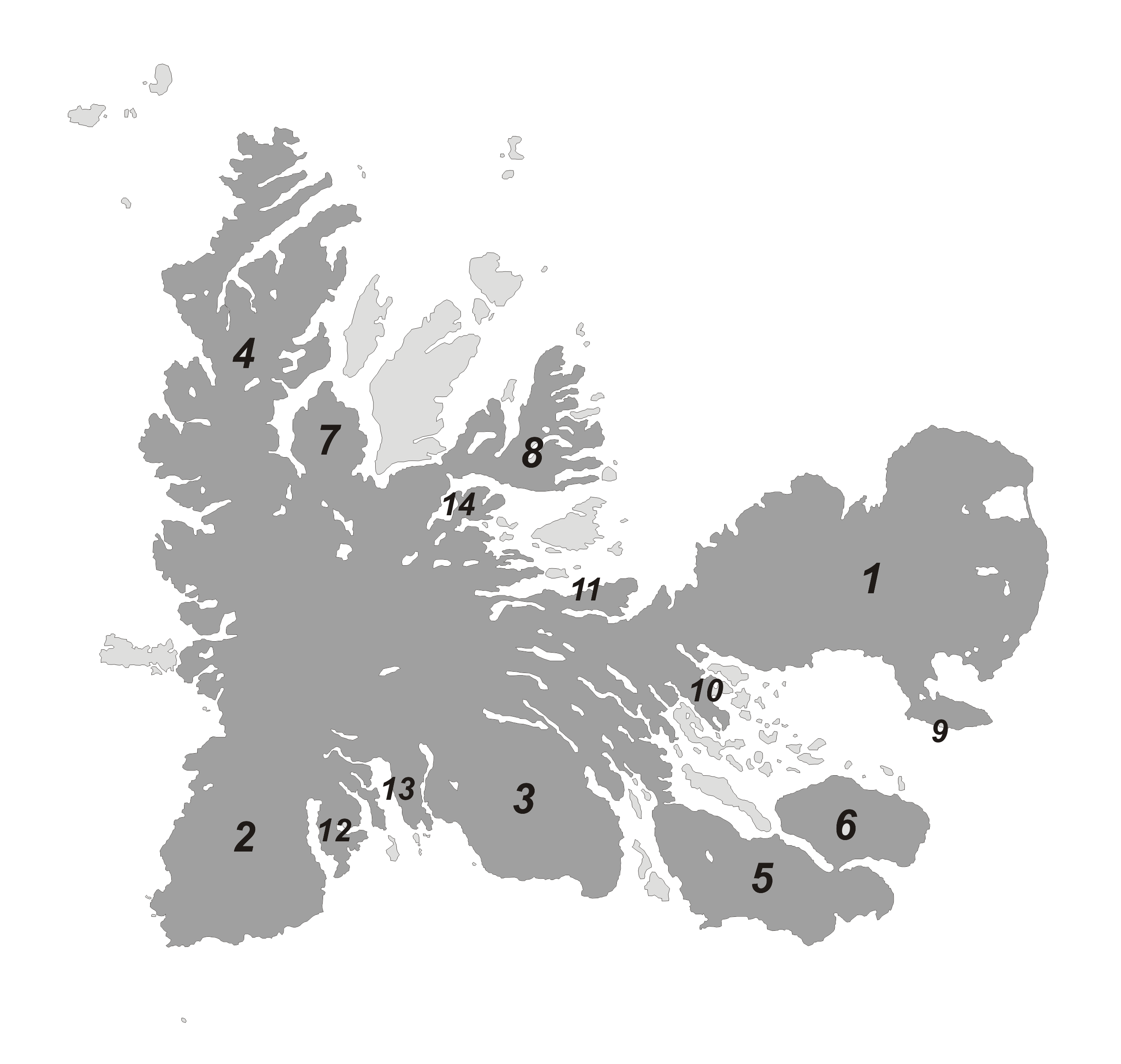
Carte des îles Kerguelen représentant les principales péninsules de la Grande Terre, et notamment la presqu'île du Gauss en 10.

La presqu'île du Gauss est la presqu'île située vers l'est mais au fond du golfe du Morbihan, très en arrière de la presqu'île du Prince de Galles, dans la Grande Terre, île française de l'archipel des Kerguelen relevant des Terres australes et antarctiques françaises.